# Kastanjeseglare
Kastanjeseglare (Streptoprocne rutila) är en fågel i familjen seglare. Den förekommer i Centralamerika och i norra Sydamerika. Arten minskar i antal, men beståndet anses ändå vara livskraftigt.

## Utseende och läten

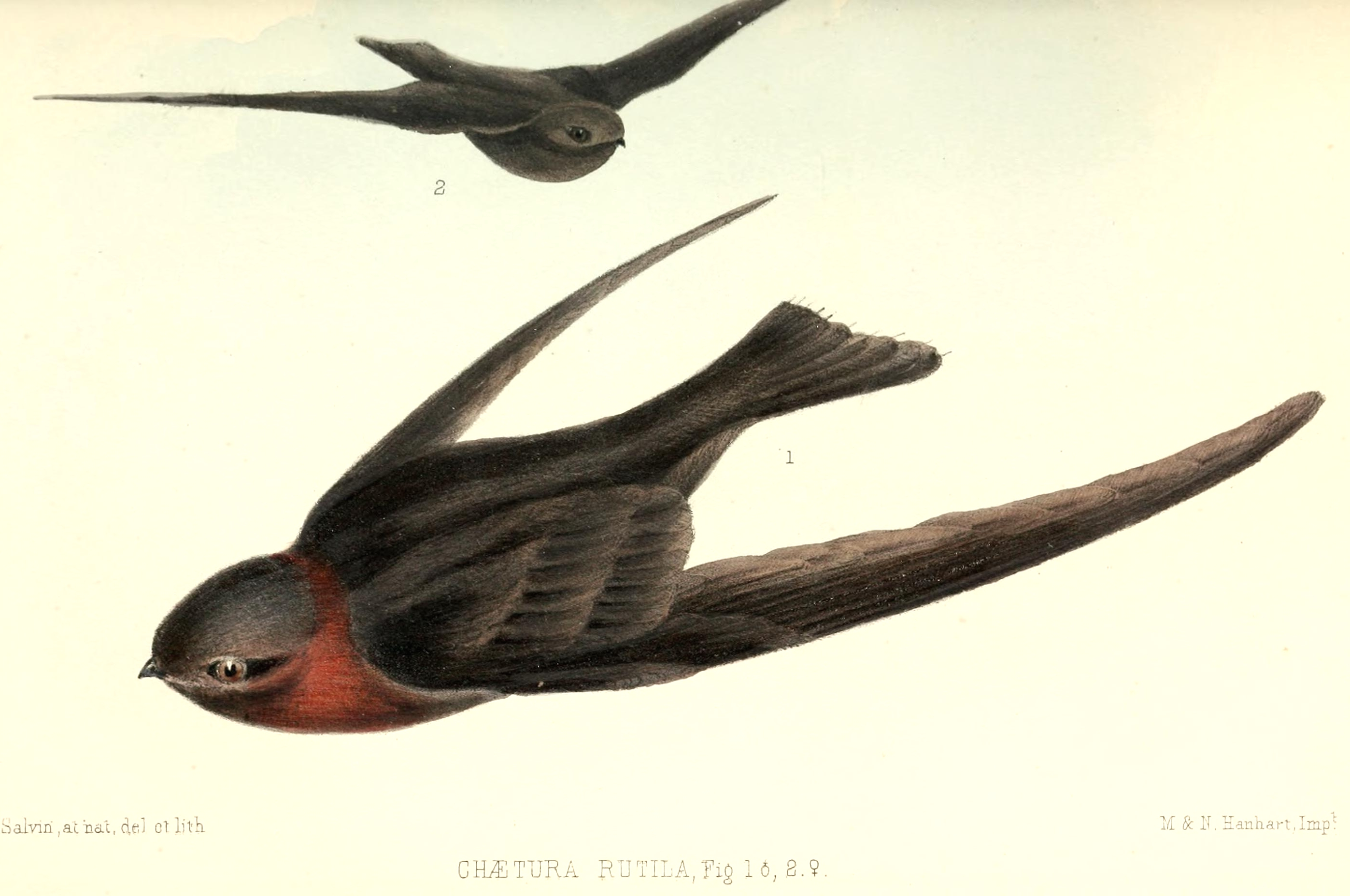

Kastanjeseglaren är en medelstor (12,7–13,5 cm) seglare med rätt lång stjärt. Hanen är svartaktig med rostbrunt halsband, Hos honor och ungfåglar kan halsbandet vara brutet eller saknas helt. Ungfåglar har också rödaktiga spetsar på hjässfjädrarna. Lätet är ett tjattrande "chit-chit-chit".

## Utbredning och systematik
Kastanjeseglare förekommer Mexiko, Centralamerika och norra Sydamerika. Den delas in i tre underarter med följande utbredning:
- Streptoprocne rutila griseifrons – förekommer i västra Mexiko från Nayarit till Jalisco, i södra Durango och i västra Zacatecas
- Streptoprocne rutila brunnitorques – förekommer från sydöstra Mexiko till västra Bolivia
- Streptoprocne rutila rutila – förekommer från Venezuela till Guyanaregionen samt på Trinidad

## Levnadssätt
Kastanjeseglaren bygger ett bo av lera och växtmaterial på en lodrätt yta i ett skuggigt läge nära vatten, till exempel i en grotta, under en bro eller i en kulvert. Boet är format som en tillplattad strut, vari fågeln lägger två vita ägg som ruvas av båda könen i 23 dagar. Efter ytterligare 40 dagar är ungarna flygga.
Liksom andra seglare lever kastanjeseglaren av flygande insekter, framför allt flygmyror, men ses oftare högre upp än andfra arter. Även om den kan häcka på alla nivåer så länge boplatser finns tillgängliga påträffas den vanligen över bergsskogar eller öppnare skogslandskap ovan 500 meters höjd.

## Status och hot
Arten har ett stort utbredningsområde och en stor population, men tros minska i antal, dock inte så pass kraftigt att den kan anses vara hotad.  Utifrån dessa kriterier kategoriserar IUCN arten som livskraftig (LC). Världspopulationen uppskattas till i storleksordningen en halv till fem miljoner vuxna individer.

## Namn
Kastanjeseglarens vetenskapliga artnamn rutila betyder "gyllene", "röd" eller "kastanjebrun".